# Fritz Hochstätter

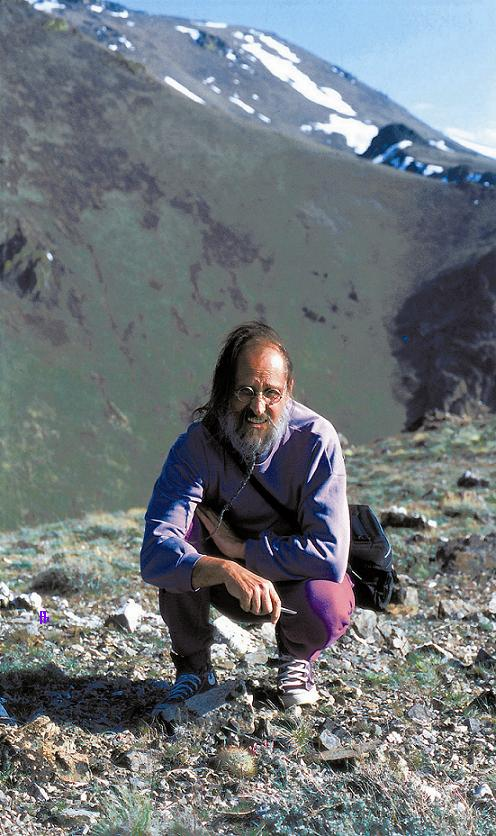
Fritz Hochstätter am Fundort von Pediocactus nigrispinus subsp. beastonii in den Pueblo Mountains in Oregon (Feldnummer FH 19.3).

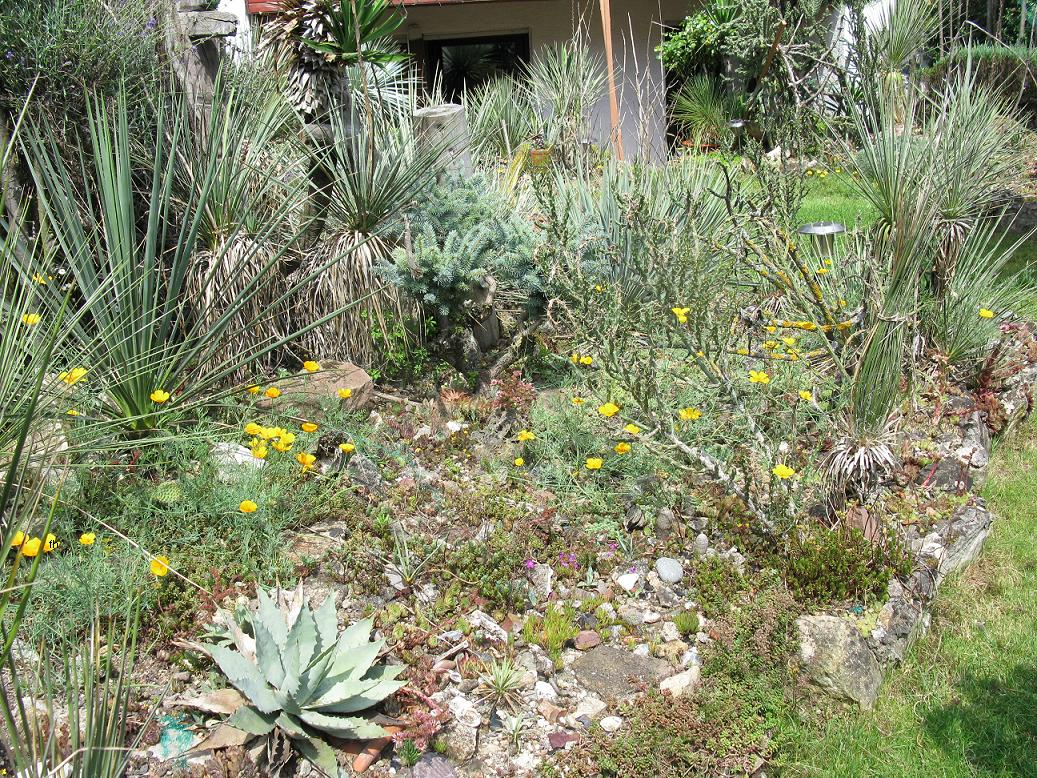
Ein 30 Jahre altes Exemplar von Agave megalacantha sowie diverse Kakteen und Yuccas in der Sammlung von Fritz Hochstätter in Mannheim

Fritz Hochstätter (* 10. Juli 1944 in Barr) ist ein deutscher Botaniker. Sein offizielles botanisches Autorenkürzel lautet „Hochstätter“.

## Leben und Wirken
Fritz Hochstätter wurde 1944 im Elsass geboren, wohin seine aus Mannheim stammenden Eltern Friedrich Hochstätter und Gertrud Hermine Hochstätter durch die Kriegswirren verschlagen wurden. Sein Vater war bei der Straßenbahn in Mannheim beschäftigt, seine Mutter war Hausfrau. Er hat noch drei Schwestern.
Nach dem Studium der Betriebswirtschaftslehre begann er sich in den 1970er Jahren, unter anderem angeregt durch Besuche im Botanischen Garten Kopenhagen und der Freilandanlage des Dänen Georg Sydow, besonders für winterharte Kakteen und andere Sukkulenten zu interessieren. 
Im April 1979 reiste er zum ersten Mal nach Kalifornien und erforschte dort einige Kakteen- und Sukkulentenarten an ihren natürlichen Standorten. Seitdem ist sein Leben von den jährlichen, teils mehrfachen, Aufenthalten in den Vereinigten Staaten, Kanada und Mexiko geprägt. So unternahm er beispielsweise bis 2008 zwölf Expeditionen, die ihn zu Fuß in den Inneren Grand Canyon führten, um dort die schwer zugänglichen Kakteenarten zu studieren. Über seine „Feldarbeit“ veröffentlichte Hochstätter zahlreiche Artikel in einschlägigen internationalen Fachzeitschriften wie Aztecia, Cactus and Succulent Journal,  Kakteen und andere Sukkulenten, Kaktusblüte, Kaktusy, Piante Grasse und Succulenta.
Seit 1990 ist Hochstätter Mitglied der Internationalen Organisation für Sukkulentenforschung (IOS). 1998 gründete er gemeinsam mit anderen Botanikern aus den Vereinigten Staaten und Europa das International Research Team (IRT). Diese Organisation widmet sich der Erforschung und dem Schutz der Gattungen Pediocactus, Sclerocactus, Navajoa, Toumeya und Yucca. Ein erster Erfolg des IRT war 2002 die Aufnahme von Sclerocactus nyensis in den Anhang I des Washingtoner Artenschutzabkommens zum Schutz gefährdeter Arten. 
Von Fritz Hochstätter stammen die Erstbeschreibungen der Kakteenarten Sclerocactus wetlandicus, Sclerocactus nyensis, Pediocactus nigrispinus und Yucca nana sowie zahlreiche weitere Beiträge zur Systematik der Kakteen.
Ende der 1980er Jahre begann er Fachbücher zu seinem Forschungsgegenstand zu verfassen. Seit 1998 ist er Mitherausgeber der halbjährlich erscheinenden, zweisprachigen (deutsch und englisch) Zeitschrift Cactaceae-Review.
In seiner Sammlung in Mannheim, die er seit 1972 betreibt, kultiviert er zahlreiche Kakteen und Sukkulenten, die an ihren Heimatstandorten von der Ausrottung bedroht sind.
Fritz Hochstätter ist mit Ilse Hochstätter verheiratet und hat eine Tochter Indra.

## Werke
- An den Standorten von Pediocactus und Sclerocactus. Deutsch 1989
- To the habitats of Pediocactus and Sclerocactus.  Englisch 1990
- The Genus Sclerocactus. Englisch 1993
- The Genera Pediocactus, Navajoa, Toumeya. Englisch 1995
- Yucca I - in the Southwest and Midwest of the USA and Canada. Dehiscent fruited species. Englisch mit deutscher Zusammenfassung 2000. ISBN 3-00-005946-6
- Yucca II - in the Southwest, Midwest and East of the USA. Indehiscent fruited species. Englisch mit deutscher Zusammenfassung 2002. ISBN 3-00-009008-8
- Yucca III - Mexico. Indehiscent and dehiscent fruited species. Englisch mit deutscher Zusammenfassung 2004.  ISBN 3-00-013124-8
- The Genus Sclerocactus. Englisch mit deutscher Zusammenfassung 2005. ISBN 3-00-016153-8.
- The Genera Pediocactus, Navajoa, Toumeya. Englisch mit deutscher Zusammenfassung 2007. ISBN 978-3-00-021244-4